# Псковская низменность
Псковская низменность — низменность на северо-западе Русской (Восточно-Европейской) равнины, на западе Псковской области России.
По Псковской низменности протекает главная водная артерия региона — река Великая и её многочисленные притоки.
Здесь находится наименьшая высота Псковской области — урез Псковско-Чудского озера (около 30 м над уровнем моря). Средняя высота составляет 65 м. В северной части преобладают высоты 30 — 60 м, на юге — до 120 м.
Площадь территории низменности составляет 17 000 км². Низменность вытянута с севера на юг на 200 — 500 км при ширине с запада на восток 80 — 90 км.
На западе низменность ограничивают возвышенности Хаанья и Латгальская, на востоке — Судомская и Бежаницкая, на севере — Лужская возвышенность, на юге — Себежские гряды.